# フランシスコ・グテレス
フランシスコ・グテレス（Francisco Guterres、1954年9月7日 -）は、東ティモールの政治家。同国の第4代大統領を務めた。「ル・オロ (Lu-Olo) 」の通称でも知られている。1999年にインドネシアが東ティモールから撤退するまでの約24年間にわたり抵抗運動に参加して戦っていた。

## 経歴
1954年9月7日、ヴィケケ県で男4人女4人の8人兄弟の6番目として生まれた。1973年に聖テレジーニャ大学の講師になったが1975年のインドネシアによる侵攻以降は東ティモール独立革命戦線（フレティリン）によるゲリラ活動に加わった。1970年代後半のインドネシア国軍による殲滅作戦の中を生き残り、フレティリンの中で昇進していった。1997年、前任のコニス・サンタナが病死したためフレティリン司令部の書記官に就任し、東ティモールにおいて最高齢のフレティリン幹部になった。
2001年、東ティモールの憲法草案の作成を主導した。2002年に東ティモールが独立すると、初代国会議長に就任した。
2007年、東ティモール独立革命戦線（フレティリン）党首として大統領選挙に初出馬したが落選した。4月9日の投票では得票率27.9パーセントを獲得し候補者6人の中で首位に立ったが過半数を獲得することはできず、得票率21.8パーセントで2位につけた無所属でノーベル平和賞受賞者のジョゼ・ラモス＝ホルタと1カ月後に決選投票を行うことになった。決選投票では落選した4人の支持を受けたホルタが得票率69.1パーセントを獲得し、グテレスは大差で敗北することになった。
2012年、フレティリン党首として大統領選挙に出馬した。3月17日の投票では現職大統領ジョゼ・ラモス＝ホルタ含む12名の候補の中で得票率28.8パーセントで首位になったものの過半数に届かず、得票率25.7パーセントで2位に入ったタウル・マタン・ルアク前国軍司令官と4月16日に決選投票を行うことになった。その結果、ルアク候補が他の党の支持を受けて得票率61.2パーセントで当選し、グテレスは再度落選した。
2017年3月20日の大統領選挙に出馬し得票率約58パーセントで初当選した。グテレス自身が党首を務めるフレティリンはこのとき第2党だったが、シャナナ・グスマン率いる第1党東ティモール再建国民会議 (CNRT) からの支持も受けての当選だった。5月20日、第4代大統領に就任した。同年9月14日、初代首相のマリ・アルカティリを次期首相として任命すると公表した。
再選をかけた2022年3月19日の大統領選挙では第1目投票で22.16％の票を獲得して第2位となり、46.58％を獲得したホルタと共に4月19日の決選投票に進出。決選投票では37.9％の得票にとどまり落選した。5月20日に退任。